# ادر لوئیز لیما دی سوزا
ادر لوئیز لیما دی سوزا (به پرتغالی: Éder Luiz Lima de Souza) هافبک اهل برزیل است که در شهر کمپیناس و در تاریخ ۹ ژانویهٔ ۱۹۸۷ به دنیا آمده‌است.
ادر لوئیز لیما دی سوزا در تیم‌های فوتبال Guarani سابقهٔ حضور دارد.